# دافي ماسون
دافي ماسون هو لاعب كرة القدم الكندية كندي، ولد في 3 أبريل 1984 في برامبتون في كندا.